# Landsbergfängelset
Landsbergfängelset, Justizvollzugsanstalt Landsberg, är ett fängelse i Landsberg am Lech i Bayern.

## Historia
Fängelset stod klart 1908.
Efter den misslyckade Ölkällarkuppen i München den 9 november 1923 avtjänade Adolf Hitler sitt, ursprungligen fem år långa, fängelsestraff på Landsbergs fästning mellan april och december 1924.
Mellan 1945 och 1958 tjänade Landsbergs fästning som interneringsanstalt för arresterade och dömda tyska krigsförbrytare. Fram till 1951 verkställdes i Landsberg 279 dödsdomar genom hängning och 29 genom arkebusering. Bland de avrättade återfinns Karl Brandt, Karl Gebhardt, Oswald Pohl, Paul Blobel och Otto Ohlendorf. En känd person som avtjänade ett straff i fästningen var Alfried Krupp von Bohlen und Halbach; han var intern 1948–1951 tillsammans med flera andra personer som haft ledande poster i Kruppkoncernen.
Ett flertal av dem som avrättades i Landsberg är begravda på den närbelägna Spöttinger Friedhof.